# NAI – Der Natur-Aktien-Index
| NAI – Der Natur-Aktien-Index | NAI – Der Natur-Aktien-Index |
| Stammdaten                   | Stammdaten                   |
| ---------------------------- | ---------------------------- |
| Staat                        | Welt                         |
| Börse                        | Stuttgart                    |
| Kategorie                    | Aktienindex                  |
| Index in US-Dollar           |                              |
| ISIN                         | DE000A1A4ZT2                 |
| WKN                          | A1A4ZT                       |
| RIC                          | .NAI                         |
| Bloomberg-Code               | NAI <Index>                  |
| Typ                          | Kursindex                    |
| Index in Euro                |                              |
| ISIN                         | DE000A1A4ZU0                 |
| WKN                          | A1A4ZU                       |
| RIC                          | .NAIEUR                      |
| Bloomberg-Code               | NAIEUR <Index>               |
| Typ                          | Kursindex                    |

Der NAI – Der Natur-Aktien-Index ist ein ethisch-ökologisch ausgerichteter Aktienindex, der aus 30 weltweit ausgewählten, nach Ländern und Branchen gestreuten Aktienkursen gebildet wird. Der NAI wurde am 1. April 1997 zunächst unter dem Namen NAX auf Initiative der Zeitschrift natur (natur media GmbH) ins Leben gerufen und von Max Deml, dem Herausgeber des Börsenbriefes Öko-Invest, im Auftrag von natur entwickelt. Startwert war 1.000 Punkte.
Nach einem Streit um die Indexzusammensetzung sowie einem Rechtsstreit um den Namen Natur-Aktien-Index spaltete sich 2003 der nx-25 Natur-Aktien-Index des ursprünglichen Index-Entwicklers vom NAI ab. Im Jahr 2003 wurde die Zahl der Titel von 20 auf 25, im Jahr 2007 auf 30 erhöht.
Die Weiterentwicklung des NAI erfolgte durch die naturheilkundlich orientierte Krankenkasse Securvita in Hamburg, die im Jahr 2000 einen Aktienfonds initiierte, der ausschließlich in den NAI investiert.
Die Securvita hat die Solactive AG in Frankfurt am Main mit der Indexberechnung beauftragt. In der Vergangenheit erfolgte die Berechnung durch die vwd Vereinigte Wirtschaftsdienste. Der Index wird über die Börse Stuttgart veröffentlicht.
Bis 2014 war das Südwind-Institut mit der Nachhaltigkeitsrecherche für den Index beauftragt; die Index-Zusammensetzung wurde durch einen unabhängigen sechsköpfigen Anlageausschuss festgelegt und überprüft. Als die Securvita die Nachhaltigkeitsrecherche selbst übernahm, trat der Anlageausschuss geschlossen zurück, da Ausschussmitglieder die Qualität des NAI ohne unabhängiges Research in Gefahr sahen und diese nicht mehr garantieren wollten. Die Index-Zusammenstellung erfolgt mittlerweile ebenfalls direkt durch die Securvita.

## Unternehmen im NAI

### Aufnahmeanforderungen
Um im NAI gelistet zu sein, müssen Unternehmen als Mindestanforderung
- ökologische Vorreiter in ihrer Branche sein,
- sich um die Verbesserung ihrer Ökobilanz, das heißt die Einsparung von Energie, Wasser und Rohstoffen bemühen,
- nachhaltig wirtschaften, also neben der ökologischen auch ökonomische und soziale Perspektiven schaffen,
- keiner umweltschädigenden Branche (wie der Atom-, Rüstungs- oder Tabakindustrie) angehören,
- teilweise schon am Markt etabliert, teilweise Pionierunternehmen sein, und
- mehrheitlich einen Jahresumsatz von über 100 Millionen Euro haben.

### Indexzusammensetzung
Der NAI setzt sich seit dem 2. September 2024 aus den folgenden Unternehmen zusammen:
| Name                           | Logo | Land                   | Branche (laut Indexanbieter) | ISIN         | Jahr der Aufnahme |
| ------------------------------ | ---- | ---------------------- | ---------------------------- | ------------ | ----------------- |
| Aixtron                        |      | Deutschland            | Halbleiteranlagen            | DE000A0WMPJ6 | 2005              |
| Aspen Pharmacare               |      | Südafrika              | Generika                     | ZAE000066692 | 2013              |
| Billerud                       |      | Schweden               | Verpackung                   | SE0000862997 | 2024              |
| Biontech                       |      | Deutschland            | Pharma                       | US09075V1026 | 2021              |
| East Japan Railway Company     |      | Japan                  | Schienenverkehr              | JP3783600004 | 2004              |
| First Solar                    |      | Vereinigte Staaten     | Photovoltaik                 | US3364331070 | 2023              |
| Geberit                        |      | Schweiz                | Sanitärprodukte              | CH0030170408 | 2024              |
| Hannon Armstrong               |      | Vereinigte Staaten     | Spezialisierte Finanzierung  | US41068X1000 | 2023              |
| Interface Inc.                 |      | Vereinigte Staaten     | Bodenbeläge                  | US4586653044 | 2002              |
| Kadant                         |      | Vereinigte Staaten     | Papierrecycling              | US48282T1043 | 2004              |
| Kingfisher plc                 |      | Vereinigtes Königreich | Heimwerkermärkte             | GB0033195214 | 2014              |
| Kurita Water Industries        |      | Japan                  | Wassermanagement             | JP3270000007 | 2003              |
| Molina Healthcare              |      | Vereinigte Staaten     | Krankenversicherung          | US60855R1005 | 2007              |
| Natura & Co                    |      | Brasilien              | Kosmetik                     | BRNTCOACNOR5 | 2009              |
| Nvidia                         |      | Vereinigte Staaten     | Halbleiter                   | US67066G1040 | 2021              |
| Ormat Technologies             |      | Vereinigte Staaten     | Geothermie                   | US6866881021 | 2007              |
| Pearson                        |      | Vereinigtes Königreich | Bildung                      | GB0006776081 | 2021              |
| PotlatchDeltic                 |      | Vereinigte Staaten     | Holzprodukte/Forst           | US7376301039 | 2013              |
| Ricoh                          |      | Japan                  | Büromaschinen                | JP3973400009 | 2003              |
| Scatec ASA                     |      | Norwegen               | Erneuerbare Energien         | NO0010715139 | 2021              |
| Signify                        |      | Niederlande            | Lichtsysteme                 | NL0011821392 | 2023              |
| Sims Metal Management          |      | Australien             | Recycling                    | AU000000SGM7 | 2013              |
| Smith & Nephew                 |      | Vereinigtes Königreich | Medizintechnik               | GB0009223206 | 2016              |
| Steelcase                      |      | Vereinigte Staaten     | Einrichtungsgegenstände      | US8581552036 | 2003              |
| Steico                         |      | Deutschland            | Dämmstoffe                   | DE000A0LR936 | 2008              |
| Svenska Cellulosa Aktiebolaget |      | Schweden               | Papier                       | SE0000112724 | 2003              |
| Tesla, Inc.                    |      | Vereinigte Staaten     | Elektroautos, Batterien      | US88160R1014 | 2016              |
| Tomra Systems                  |      | Norwegen               | Pfandflaschengeräte          | NO0005668905 | 1997              |
| United Natural Foods           |      | Vereinigte Staaten     | Bio-Lebensmittel             | US9111631035 | 2007              |
| Vestas Wind Systems            |      | Dänemark               | Windturbinen                 | DK0010268606 | 2004              |

### Veränderungen in der Zusammensetzung
Die Zusammensetzung des NAI wird nach festgelegten, veröffentlichten Kriterien regelmäßig überprüft und gegebenenfalls geändert.
Im Jahr 2004 fanden sechs Veränderungen statt, im Jahr 2005 und 2009 jeweils eine. In den Folgejahren 2010 und 2011 wurde die Zusammensetzung insgesamt nur einmal verändert; 2012 ein weiteres Mal.
Das Jahr 2013 verzeichnete sechs neu aufgenommenen Unternehmen, und u. a. wurde die Kaffeehauskette Starbucks wegen unethischer Steuertricks aus dem Index geworfen. 2016 erfolgte die Aufnahme von Tesla Motors und Smith & Nephew, weil Solarworld und das Kaffeeunternehmen Keurig Green Mountain von der Börse gingen.
Im Mai 2021 schieden das Ökoprodukte-Unternehmen Gaia aufgrund nicht mehr erfüllter Anforderungen sowie der Infrastruktur-Konzern Aegion aufgrund einer Übernahme aus.
Zu den weiteren ehemaligen Mitgliedern gehören
Stericyle, Boiron und SunOpta (bis Dezember 2021),
Acciona und Shimano (bis März 2023),
Umweltbank (bis November 2023),
Li-Cycle (bis Januar 2024),
und
Mayr-Melnhof Karton (1997 bis September 2024).